# Sanda Țăranu
Sanda Țăranu (n. 8 ianuarie 1939, București, România) este o actriță, jurnalistă și traducătoare română, fostă crainică de radio și televiziune (1963–1998), una dintre cele mai cunoscute crainice ale postului național Televiziunea Română (fosta Radioteleviziunea Română, redenumită).

## Biografie

### Studii
După trei ani de Politehnică (Facultatea de Chimie Industrială), Sanda Țăranu a urmat cursurile Institutului de Artă Teatrală și Cinematografică, pe care le-a absolvit în 1963, pregătindu-se pentru o carieră de actriță. În timpul studenției a colaborat cu Televiziunea pentru diverse emisiuni. Printre profesori l-a avut și pe regizorul Alexandru Finți.

### Televiziune
La absolvirea facultății a refuzat repartiția la teatrul din Craiova întrucât avea familie, fiind căsătorită cu tenorul liric Nicolae Țăranu. În aceeași zi, după amiaza, a fost invitată la Televiziune și, după o lungă discuție cu vicepreședintele instituției, i s-a oferit postul de crainică. Inițial își propusese să refuze oferta, pentru că își dorea să lucreze în teatru. În final, considerând mai bine opțiunile pe care le avea, a acceptat postul.
La acel moment Televiziunea avea doar doi crainici, Cleo Stieber și Florin Brătescu (primul crainic al Televiziunii, din 1957); prima crainică fusese Mariana Zaharescu.
Sanda Țăranu „a mai participat la emisiuni de divertisment, la prezentarea festivalului „Cerbul de aur”, ediția din 1969 (...), a unor emisiuni-duplex cu televiziuni străine și a Serilor Românești ale TVR în străinătate (prima de acest gen a fost realizată la Helsinki, în 1969)”.
De-a lungul anilor, din dorința de a se întoarce la teatru, și-a dat demisia de două ori, dar a fost convinsă de colegi să rămână.
S-a retras din fața camerelor în 1998, din proprie inițiativă, continuând însă colaborarea cu Televiziunea, ca narator la emisiunea „Teleenciclopedia”, ca traducător și ca realizator al emisiunii „Un zâmbet pentru vârsta a treia”. De asemenea a colaborat la ziarul Cronica română. „Între 2002 și 2005 a fost membră în Consiliul de Administrație al Societății Române de Televiziune din partea PRM”.

## Filmografie
- Mofturi 1900 (1965)

### Interviuri
- Sanda Țăranu: „Nu mă mai uit la televizor“, 15 decembrie 2009, Sînziana Boaru, Adevărul
- Sanda Țăranu, prezentatoare TV: „Le-am avut mereu pe femei de partea mea“, 22 decembrie 2011, Roxana Lupu, Adevărul
- SANDA ȚĂRANU - "Am rămas cu iubirea", Bogdana Tihon Buliga, Formula AS - anul 2013, numărul 1071
- Sanda Taranu: Pe sotul meu l-am iubit foarte mult si il iubesc si acum, dupa atata vreme!, 4 mai 2013, Eveline Pauna, Revista Tango